# Maria Anna af Sachsen
Maria Anna af Sachsen (født 15. november 1799, død 24. marts 1832) var en tysk prinsesse af Sachsen, der var storhertuginde af Toscana fra 1824 til 1832 som ægtefælle til storhertug Leopold 2. af Toscana.
Maria Anna var datter af prins Maximilian af Sachsen og Caroline af Parma. Hun blev gift den 16. november 1817 i Firenze med Leopold 2. af Toscana i hans første ægteskab. De fik tre børn.